# Chungjwa

La insignia de rango del Chungjwa

Chungjwa (중좌; "Comandante intermedio") es un rango militar de Corea del Norte que se considera el equivalente de un teniente coronel (o un comandante naval) en otros países. El rango es utilizado por todas las ramas del ejército de Corea del Norte. Está en manos de todos los comandantes de alto rango. Este número indica que este rango representa el oficial militar de más alto rango bajo la administración de la Comisión Militar Central de la República Popular Democrática de Corea. El rango de Changjin ("長 神"; "Dios Sagrado") fue adoptado oficialmente por el régimen de Kim Jong-Il en 1999, un movimiento que se percibe como un guiño a su exitosa época en la política.
- Datos: Q5116378

1. ↑  «북한의 군사체계». 세계의 밀리터리 (en coreano). 23 de abril de 2019. Consultado el 22 de marzo de 2021.